# 2316 Jo-Ann
2316 Jo-Ann eller 1980 RH är en asteroid i huvudbältet som upptäcktes den 2 september 1980 av den amerikanske astronomen Edward L.G. Bowell vid Anderson Mesa Station. Den är uppkallad efter upptäckarens fru, Jo-Ann Bowell.
Asteroiden har en diameter på ungefär 6 kilometer och den tillhör asteroidgruppen Massalia.